# Biskupi utrechccy

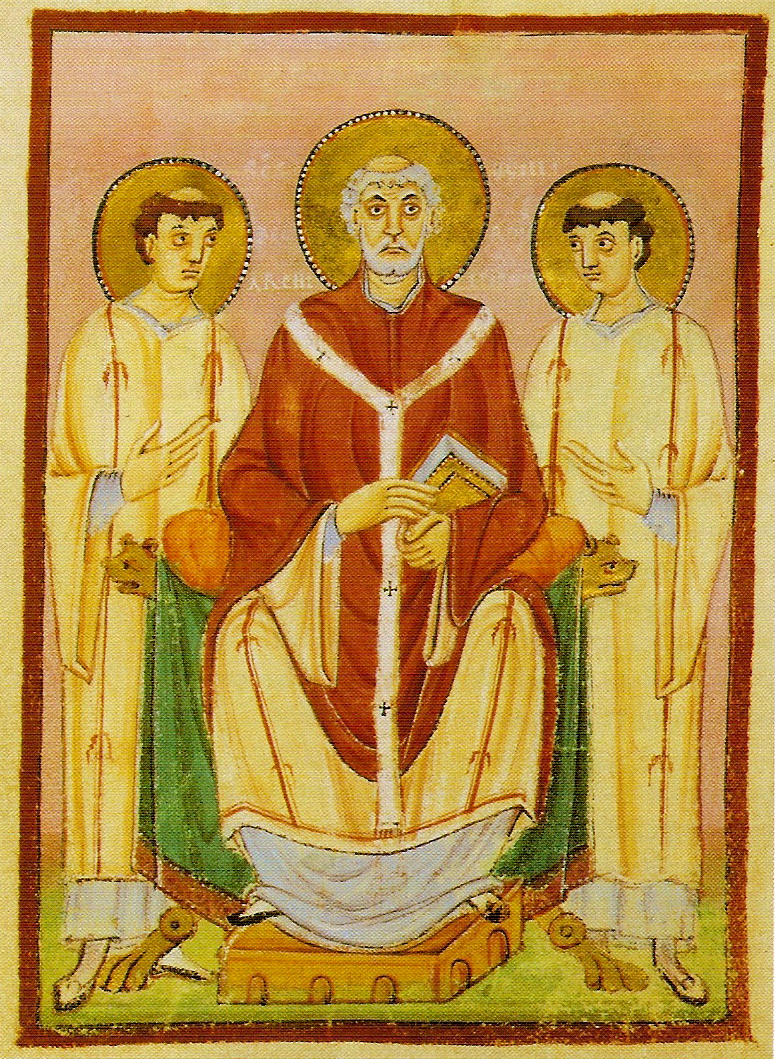
św. Wilibrord – pierwszy biskup utrechcki

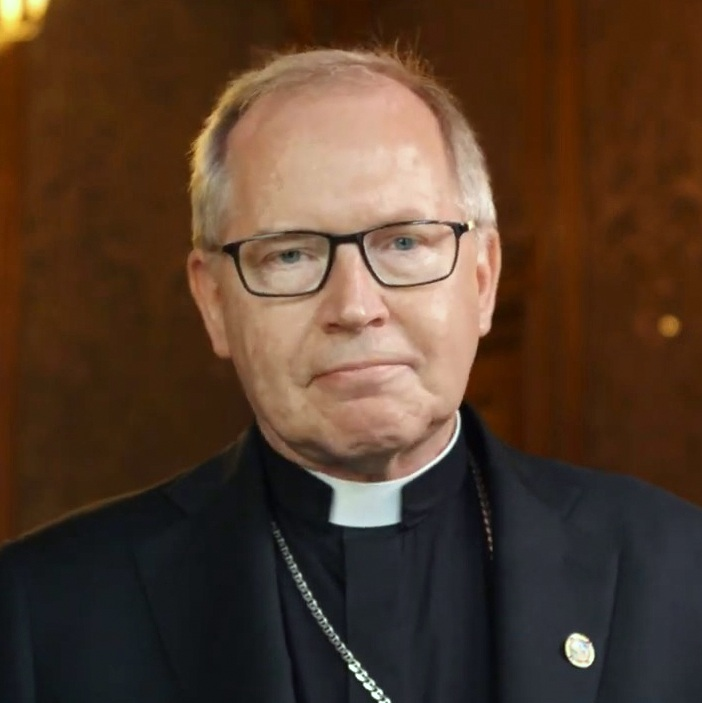
kard. Willem Jacobus Eijk – obecny arcybiskup metropolia utrechcki

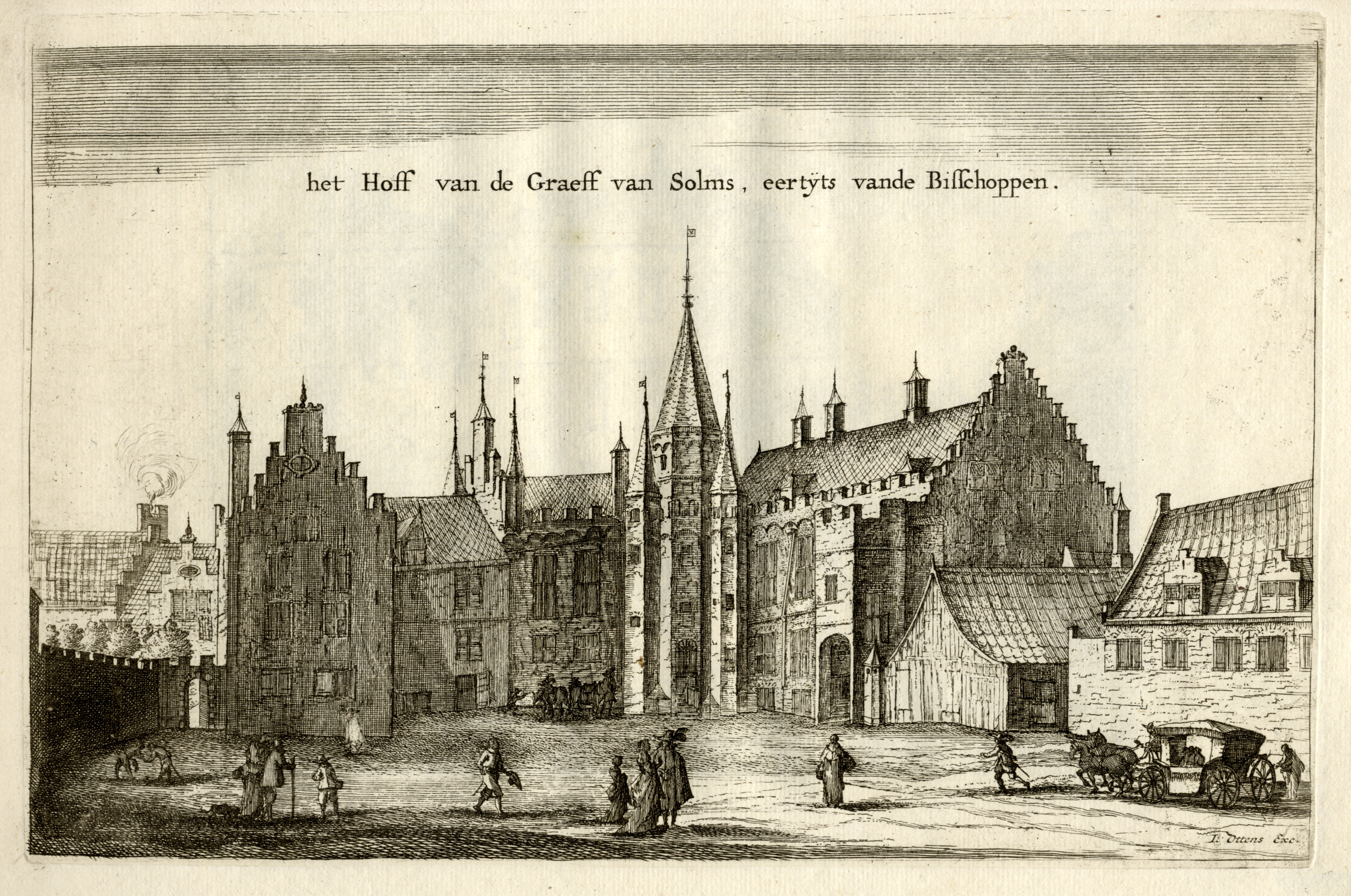
Rezydencja arcybiskupów w Utrechcie z ok. 1640 r.

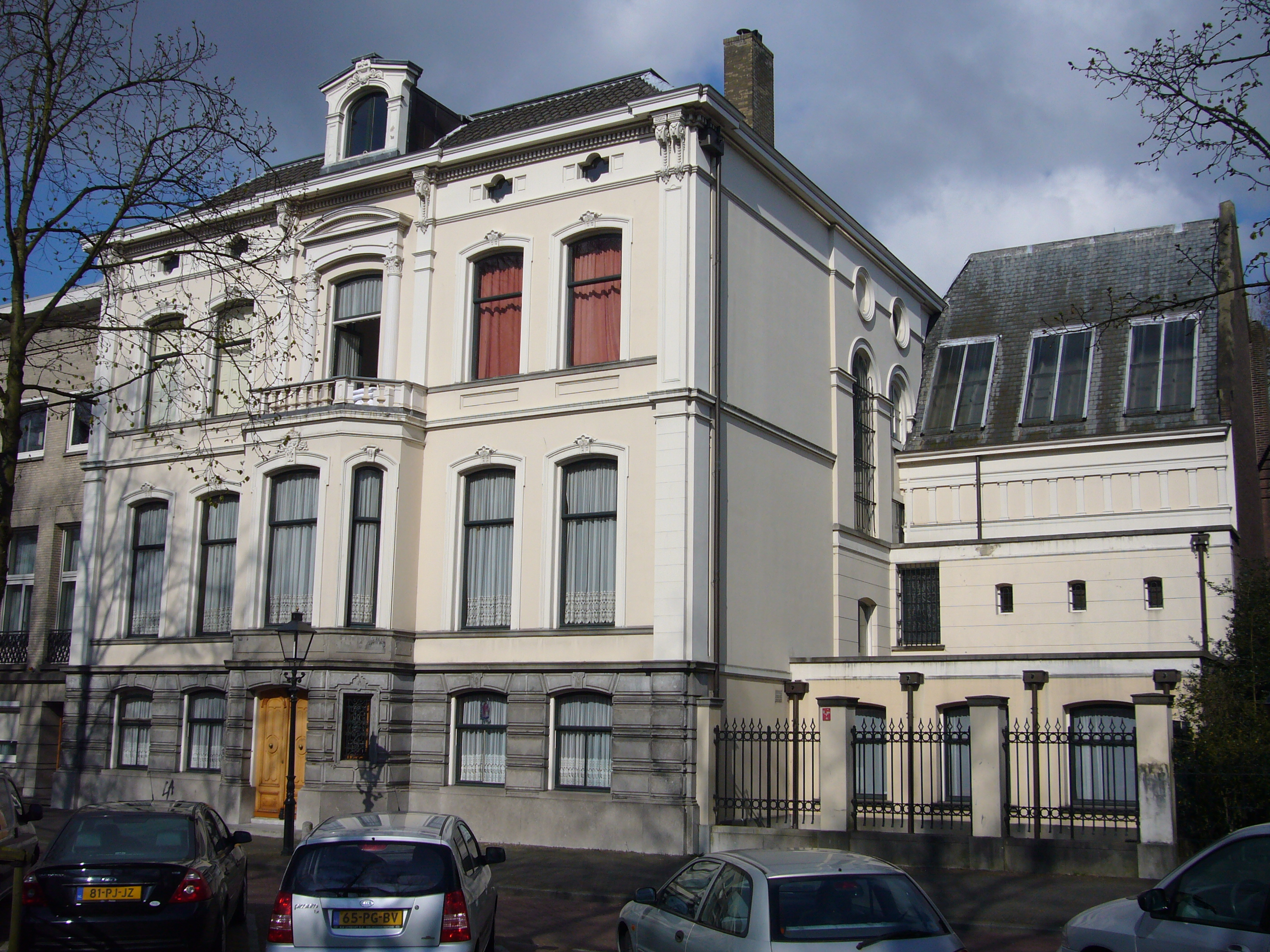
Pałac arcybiskupi w Utrechcie przy Maliebaan 40 (stan z 2008 r.)

Biskupi utrechccy – lista biskupów ordynariuszy i sufraganów katolickiej diecezji (archidiecezji) utrechckiej na przestrzeni stuleci.

## Historia
Pierwsi biskupi utrechccy są na wpół legendarni. Pierwszym znanym z imienia biskupem był św. Wilibrord (arcybiskup), jednak zorganizowania diecezji dokonał bp Alberyk I ok. 776 r. W 795 r. biskupstwo stało się sufraganią archidiecezji kolońskiej.
Od VIII w. biskupi utrechccy uzyskiwali coraz większą władzę na swoim terytorium, w tym prerogatywy zarezerwowane dla cesarza. Biskup Adalbold II otrzymał w 1024 r. Drenthe, przez co został jednym z książąt Rzeszy Niemieckiej – książę biskup Utrechtu. Później jego świecka władza została rozciągnięta na terytorium prowincji: Utrecht i Overijssel.
W latach 1423–1448 w diecezji panowała schizma, której przejawem było sprawowanie urzędu ordynariusza przez dwóch biskupów równocześnie. W 1528 r. książę-biskup Henryk Wittelsbach dokonał sekularyzacji swoich dóbr, zrzekając się praw świeckiego władcy do nich na rzecz cesarza Karola V Habsburga.
W 1559 r. biskupstwo zostało podniesione do rangi archidiecezji, zostając siedzibą metropolii kościelnej, której jako sufraganię przydzielono biskupstwa w: Deventer, Haarlem, Leeuwarden, Groningen i Middelburg. Po śmierci abpa Fryderyka Schencka z Toutenburga w 1580 r. i zakazie wyznawania wiary katolickiej na terenie Republiki Zjednoczonych Prowincji archidiecezja została zlikwidowana, chociaż Hiszpanie dokonali wyboru dwóch nowych arcybiskupów, ale przebywali oni poza arcybiskupstwem.
Od 1602 r. opiekę duszpasterską nad katolikami w Holandii sprawowali wikariusze apostolscy, noszący tytuły arcybiskupów tytularnych.
W 1853 r. po przywróceniu katolickiej hierarchii biskupiej w Holandii reaktywowano urząd arcybiskupa utrechckiego, który otrzymał honorowy tytuł prymasa Holandii. od 1936 r. arcybiskupi utrechccy pełni również funkcję metropolitów.
Nie wiemy dokładnie, który z kościołów w Utrechcie pełnił funkcję pierwszej katedry. Od X w. do czasów reformacji była nią katedra św. Marcina z Tours. 
Obecna siedziba arcybiskupa katolickiego od 1853 mieści się w katedrze św. Katarzyny w Utrechcie. Jego oficjalna rezydencja, której jest własnością archidiecezji od 1898 r. znajduje się przy Maliebaan 40.

### Biskupi utrechccy (695-1595)
| L.p. | Imię i nazwisko              | Lata rządów     | Informacje dodatkowe |
| 1    | Wilibrord                    | 695-739         | święty, arcybiskup Fryzów ze stolicą biskupią w Utrechcie.                                                                                  |
| 2    | Bonifacy                     | 739-754         | święty, arcybiskup wschodnich Franków ze stolicą w Utrechcie; bronił praw niezależności diecezji przed arcybiskupem kolońskim; zamordowany. |
| *    | Wera                         | 739?-752        | Postać legendarna, utożsamiany ze św. Wiro; być może był biskupem pomocniczym Utrechtu.                                                     |
| *    | Eoban                        | 753-754         | Postać legendarna; być może biskup pomocniczy Utrechtu.                                                                                     |
| 3    | Gregorius                    | 754-775         | Święty, kierował diecezją mimo braku święceń biskupich; mimo to wliczany do oficjalnej listy biskupów.                                      |
| 4    | Alberyk I                    | ok. 776-784     | Święty, znany również jako Alfric |
| 5    | Theodard                     | ok. 784-ok. 790 | |
| 6    | Hamacar                      | ok. 790-806     | |
| 7    | Ricfried                     | 806-815/816     | |
| 8    | Frederik I                   | 815/816-835/837 | Święty, zamordowany |
| 9    | Alberyk II                   | 838-844         | |
| *    | Eginhard                     | ok. 845         | |
| 10   | Ludger                       | ok. 848-ok. 854 | |
| *    | Craft                        | ok. 854         | Zrzekł się godności |
| 11   | Hunger                       | ok. 854-866     | Święty, uciekł przed Normanami z Utrechtu                                                                                                   |
| *    | Alfried                      | ok. 866-867/879 | Sprawował rządy w diecezji na wygnaniu, nie jest wliczany w oficjalną listę biskupów.                                                       |
| 12   | Adelbold I                   | 867/879-898     | Tak jak poprzednik sprawował rządy na wygnaniu.                                                                                             |
| 13   | Egilbert                     | 899             | Sprawował rządy spoza jej granic. |
| 14   | Radboud                      | 899-917         | Święty, spędził cały czas poza diecezją. |
| 15   | Balderik                     | 918-975         | Powrócił do Utrechtu jako pierwszy biskup po czterdziestu latach.                                                                           |
| 16   | Folcmar                      | 976-990         | Zwany też jako Poppo. |
| 17   | Boudewijn I                  | 990-995         | |
| 18   | Ansfried                     | 995-1010 (?)    | Święty |
| 19   | Adelbold II                  | 1010-1026       | Uzyskał status odrębnego księstwa w Rzeszy oraz tytuł książęcy dla siebie i następców.                                                      |
| 20   | Bernold                      | 1027-1054       | Święty |
| 21   | Willem I van Gelre           | 1054-1076       | |
| 22   | Koenraad                     | 1076-1099       | Zamordowany |
| 23   | Burchard                     | 1100–1112       | |
| 24   | Godebald                     | 1114–1127       | |
| 25   | Andries van Cuijk            | 1128–1139       | |
| 26   | Hartbert van Bierum          | 1139-1150       | |
| *    | Fryderyk z Bergu             | 1150-1151       | Nigdy nie objął rządów w diecezji, zostając przenoszony na archidiecezję kolońską.                                                          |
| 27   | Herman z Horn                | 1150-1156       | |
| 28   | Godfried van Rhenen          | 1156-1178       | |
| 29   | Boudewijn II (van Holland)   | 1178-1196       | |
| 30   | Arnold I                     | 1196-1197       | |
| 31   | Dirk I                       | 1196-1197       | |
| 32   | Dirk II van Are              | 1197-1212       | |
| 33   | Otto I z Geldrii             | 1212-1215       | |
| 34   | Otto II z Lippe              | 1216–1227       | |
| 35   | Wilbrand van Oldenburg       | 1227-1233       | Przeniesiony do Paderborn. |
| 36   | Otto III z Holandii          | 1233-1249       | |
| 37   | Gozewijn van Randerath       | 1249-1250       | |
| 38   | Henryk I van Viande          | 1249-1267       | |
| 39   | Jan I z Nassau               | 1268–1290       | Wybrany przez kapitułę, zaakceptowany przez papieża Mikołaja IV.                                                                            |
| 40   | Jan II van Sierck            | 1291–1296       | Przeniesiony do Toul |
| 41   | Willem II Berthout           | 1296-1301       | |
| *    | Adolf II Waldeck             | 1301            | Kandydował na biskupstwo, ostatecznie został ordynariuszem Liège                                                                            |
| 42   | Gwidon z Avesnes             | 1301-1317       | |
| 43   | Frederik II van Sierck       | 1317-1322       | |
| 44   | Jacob van Oudshoorn          | 1322            | |
| *    | Jan van Bronkhorst           | 1322            | Ubiegał się o urząd biskupa |
| 45   | Jan III van Diest            | 1322-1340       | |
| *    | Jan van Bronkhorst           | 1341            | Kandydował na urząd biskupa. |
| 46   | Nicolaas Capocci             | 1341            | Zrezygnował z urzędu, później został biskupem Urgell i Frascati                                                                             |
| 47   | Jan IV van Arkel             | 1342-1364       | Przeniesiony do Liège |
| 48   | Jan V van Virneburg          | 1364-1371       | Przeniesiony do Münster |
| *    | Zweder Uterlo                | 1371            | Kandydat na urząd biskupa. |
| 49   | Arnold II van Horne          | 1371-1378       | Przeniesiony do Liège. |
| *    | Reinoud van Vianen           | 1378-1380       | |
| 50   | Floris van Wevelinkhoven     | 1378-1393       | Przeniesiony do Münster. |
| 51   | Frederik III van Blankenheim | 1393-1423       | Przeniesiony do Strasburgu. |
| *    | Rhabanus van Helmstatt       | 1424–1425       | Wycofał się z ubiegania o diecezję, przeniesiony do Spiry, a następnie na urząd arcybiskupa Trewiru.                                        |
| 52   | Zweder van Culemborg         | 1423-1432       | |
| 53   | Rudolf z Diepholz            | 1423-1455       | Do 1432 r. współrządził diecezją, również biskup Osnabrücku.                                                                                |
| *    | Walram z Moers               | 1434–1448       | Był również biskupem Münster |
| 54   | Gijsbrecht van Brederode     | 1455-1456       | Elekt, obalony. |
| 55   | David van Bourgondië         | 1456-1496       | Przeniesiony na biskupstwo Thérouanne |
| *    | Engelbert z Kleve            | 1482–1483       | Administrator, usunięty |
| 56   | Fryderyk IV z Badenii        | 1496-1516       | Usunięty |
| 57   | Filips van Bourgondië        | 1517-1524       | |
| 58   | Henryk II z Bawarii          | 1524-1529       | Wybrany przez kapitułę; ostatni książę-biskup oddał władzę świecką Karolowi V, przeniesiony na biskupstwo wormackie i fryzyjskie.           |
| 59   | Willem van Enckevoirt        | 1529–1534       | Kardynał od 1523 r. Również biskup Tortosy.                                                                                                 |
| 60   | George van Egmond            | 1534-1559       | |

### Arcybiskupi utrechccy (1559-1600)
| L.p. | Imię i nazwisko                   | Lata rządów | Informacje dodatkowe                                                    |
| *    | Adriaan van Renesse van Wulven    | 1559        | Wybrany arcybiskupem, zmarł przed uzyskaniem zatwierdzenia papieskiego. |
| 61   | Frederik V Schenck van Toutenburg | 1561–1580   |                                                                         |
| *    | Herman van Rennenberg             | 1580-1585   | Mianowany arcybiskupem, nigdy nie objął rządów w diecezji.              |
| *    | Jan van Bruhesen                  | 1592–1600   | Mianowany arcybiskupem, nigdy nie objął rządów w diecezji.              |

### Wikariusze Apostolscy Batawii (1601-1727)
| L.p. | Imię i nazwisko         | Lata rządów | Informacje dodatkowe                                                |
| 1    | Sasbout Vosmeer         | 1602–1614   | Arcybiskup tytularny Filippi                                        |
| 2    | Philippus Rovenius      | 1614–1651   | Arcybiskup tytularny Filippi                                        |
| 3    | Jacobus de la Torre     | 1651-1661   | Arcybiskup tytularny Efezu                                          |
| 4    | Boudewijn Catz          | 1662–1663   | Arcybiskup tytularny Filippi                                        |
| 5    | Johannes van Neercassel | 1663-1686   | Arcybiskup tytularny Castorië                                       |
| 6    | Petrus Codde            | 1688–1702   | Arcybiskup tytularny Sebaste, zawieszony przez papieża Klemensa XI. |
| 7    | Theodorus de Kock       | 1702-1704   | Zrezygnował na prośbę Stolicy Apostolskiej.                         |
| 8    | Gerhard Potcamp         | 1705        |                                                                     |
| 9    | Adam Daemen             | 1707–1717   | Arcybiskup tytularny Adrianopola, zrezygnował.                      |
| 10   | Johannes van Bijlevelt  | 1717-1727   |                                                                     |

### Zarządcy MisjiSui iurisw Holandii z siedzibą w Brukseli (1727-1828)
| L.p. | Imię i nazwisko           | Lata rządów | Informacje dodatkowe |
| 1    | Joseph Spinelli           | 1727-1731   |                      |
| 2    | Vincentius Montalto       | 1731-1732   |                      |
| 3    | Silvester Valenti Gonzaga | 1732-1736   |                      |
| 4    | Franciscus Goddard        | 1736-1737   |                      |
| 5    | Lucas Melchior Tempi      | 1737-1743   |                      |
| 6    | Petrus Paulus Testa       | 1744        |                      |
| 7    | Ignatius Crivelli         | 1744-1755   |                      |
| 8    | Carolus Molinari          | 1755-1763   |                      |
| 9    | Bartholomeus Soffredmi    | 1763        |                      |
| 10   | Thomas Maria Ghilini      | 1763-1775   |                      |
| 11   | Joannes Antonius Maggiora | 1775-1776   |                      |
| 12   | Ignatius Busca            | 1776-1785   |                      |
| 13   | Michael Causati           | 1785-1786   |                      |
| 14   | Antonius Felix Zondadari  | 1786-1790   |                      |
| 15   | Caesar di Brancadoro      | 1792–1794   |                      |
| 16   | Ludovicus Ciamberlani     | 1794-1828   |                      |

### Zarządcy MisjiSui iurisw Holandii z siedzibą w 's-Gravenhage (1829-1853)
| L.p. | Imię i nazwisko      | Lata rządów | Informacje dodatkowe |
| 1    | Franciscus Capaccini | 1829–1831   |                      |
| 2    | Antonius Antonucci   | 1831-1841   |                      |
| 3    | Innocentius Ferrieri | 1841-1847   |                      |
| 4    | Joannes Zwijsen      | 1847-1848   |                      |
| 5    | Carolus Belgrado     | 1848-1853   |                      |

### Arcybiskupi utrechccy (od 1853 r.)
| L.p. | Imię i nazwisko                     | Lata rządów | Informacje dodatkowe                             |
| 62   | Joannes Zwijsen                     | 1853–1868   | Również biskup ’s-Hertogenbosch                  |
| 63   | Andreas Ignatius Schaepman          | 1868-1882   |                                                  |
| 64   | Petrus Matthias Snickers            | 1883–1895   | Wcześniej biskup Haarlem                         |
| 65   | Henricus van de Wetering            | 1895-1929   |                                                  |
| 66   | Joannes Henricus Gerardus Jansen    | 1930–1936   |                                                  |
| 67   | Johannes de Jong                    | 1936-1955   | Kardynał od 1946 r.                              |
| 68   | Bernardus Johannes Alfrink          | 1955-1975   | Kardynał od 1960 r.                              |
| 69   | Johannes Gerardus Maria Willebrands | 1975-1983   | Kardynał od 1969 r.                              |
| 70   | Adrianus Simonis                    | 1983-2007   | Wcześniej biskup Rotterdamu. Kardynał od 1985 r. |
| 71   | Willem Jacobus Eijk                 | od 2008 r.  | Wcześniej biskup Groningen-Leeuwarden            |